# 国立水里商工高等学校
国立水里商工高等学校（こくりつすいりしょうこうこうとうがっこう、National Shui-Li Vocational High School of Industry & Commerce）は、台湾南投県水里郷にある商工高等学校。

## 設置学科
- 全日制課程
  - 観光事業科
  - 旅行事務科
  - 応用日本語科
  - 情報処理科
  - 情報系統工学科
  - 体育学科
  - 調理マネジメント科
  - 電気工学科
  - 普通学科
  - 綜合職能科